# Wunderlichia
Wunderlichia é um género botânico pertencente à família Asteraceae.